# Escalier de la Pierre-de-Tucé
L'escalier de la Pierre-de-Tucé est un escalier situé dans la commune française du Mans dans le département de la Sarthe et la région Pays de la Loire.

## Situation et accès
L'escalier mène, dans le sens de la montée, de la rue de Vaux à la Grand Rue.

## Origine du nom
Son nom lui vient de la pierre de Tucé, ancienne borne qui délimitait le fief urbain des seigneurs du Tucé, et que l'ont peut voir dans le sol, en bas de l'escalier.

## Historique
L'escalier de la Grande-Rue à la rue de Vaux est inscrit au titre des monuments historiques par arrêté du 6 avril 1945.

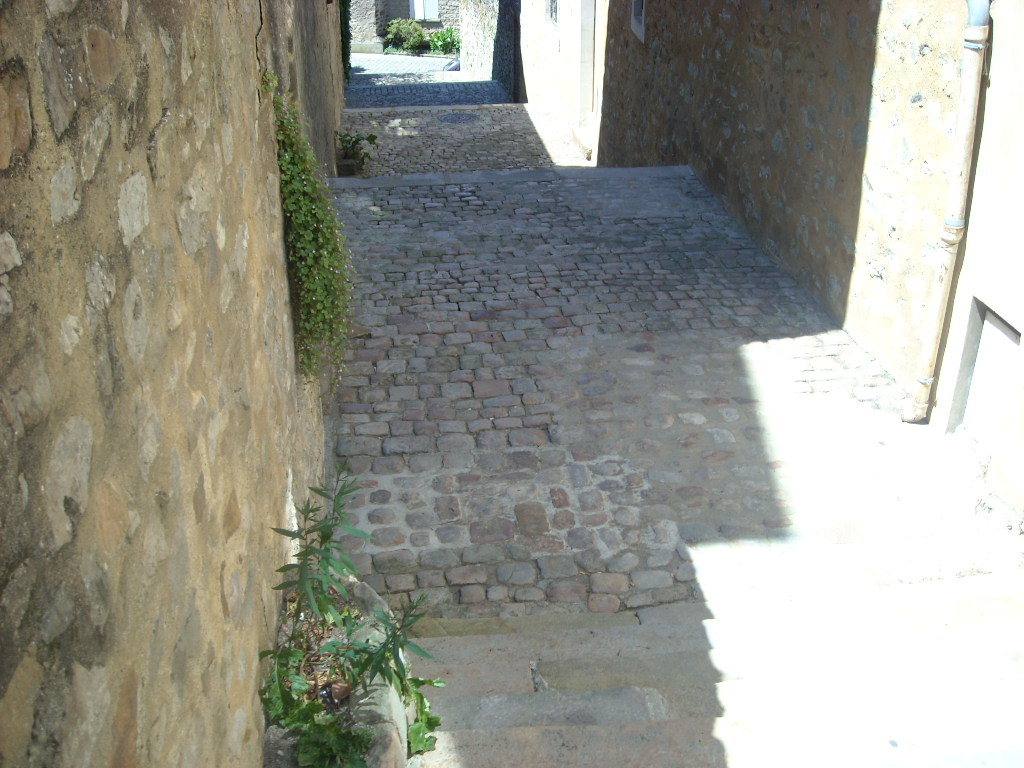